# Declaração dos direitos dos cidadãos

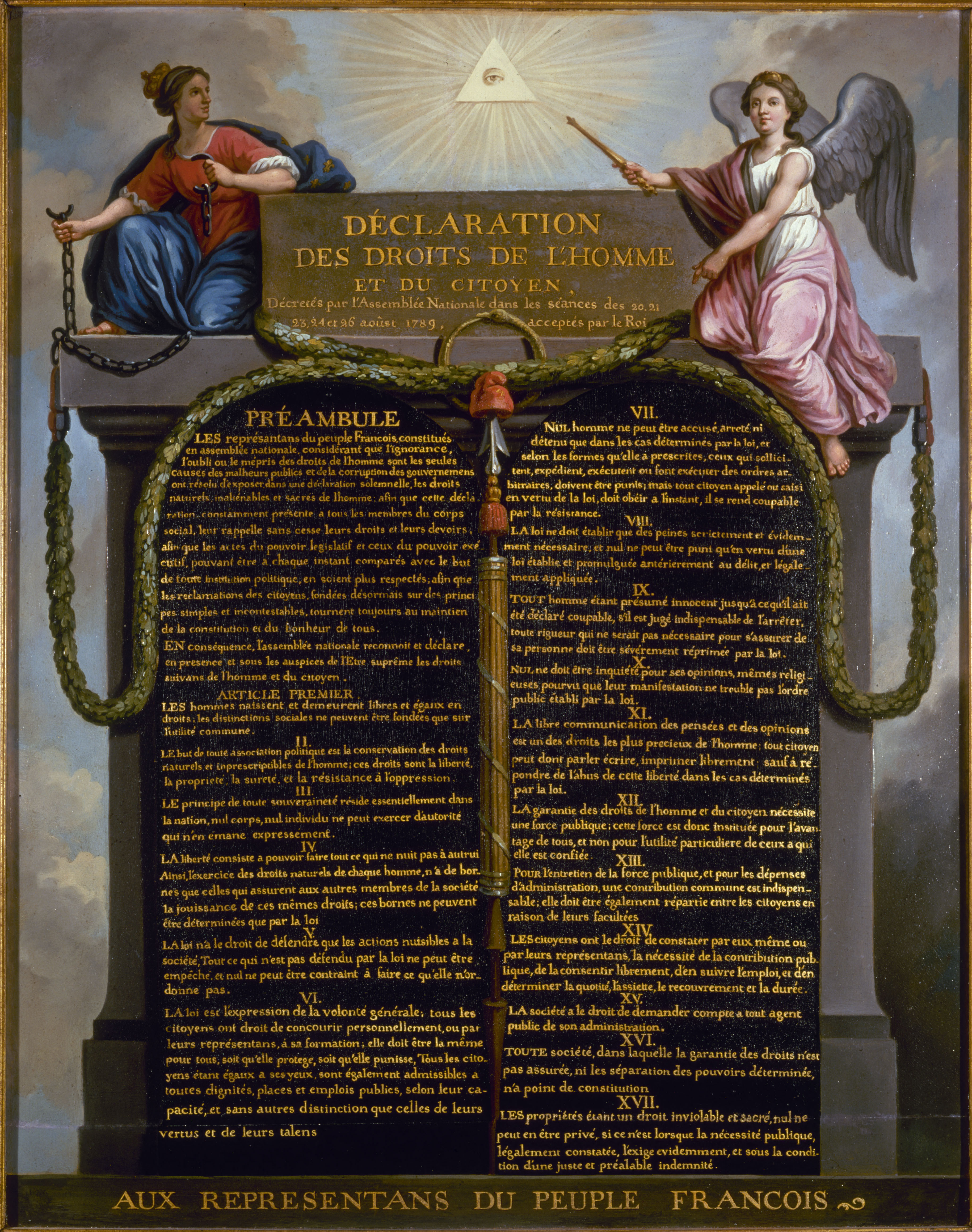
Declaração dos Direitos do Homem e do Cidadão em 1789

Uma declaração dos direitos dos cidadãos é uma lista de direitos considerados importantes ou essenciais a um grupo de pessoas. Com ele, a população tem a liberdade de expressão (pode dizer qualquer coisa sem que isso atinja de alguma maneira alguma pessoa), a liberdade política (podem votar em quem quiser), e a tolerância religiosa (podem crer em qualquer religião, sem desrespeitar a outra). 
A ideia de uma lista de direitos dos cidadãos tem origem moderna na expressão Bill of Rights (inglês para "Carta" ou "Lista de Direitos"), surgida no Reino Unido, e refere-se à Declaração de Direitos, que era uma proposta de lei, aprovada pelo Parlamento em 1689. O Parlamento britânico definiu que nenhuma lei seria sancionada sem autorização do Parlamento, definiu também que nenhum dos discursos feitos nos debates no Parlamento deveriam ser examinados em nenhuma Corte nem em outro lugar a não ser no Parlamento (art.9º). O predomínio da burguesia no parlamento criou as condições necessárias ao avanço da industrialização e do capitalismo, no decorrer dos séculos XVIII e XIX.
Consequentemente, o documento escrito na Inglaterra em 1689 examinou a relação da  Parlamento inglês ao Príncipe William de Orange para ser capaz de suceder o rei James II.
O objetivo principal deste texto foi recuperar e fortalecer certos poderes parlamentares já desaparecidos ou diminuídos significativamente durante o reinado absolutista dos Stuart (Carlos II e James II). É um dos predecessores imediatos das modernos "declarações de direitos", incluindo:
- o preâmbulo da Declaração da Independência dos Estados Unidos (1776);
- a revolucionária Declaração dos Direitos do Homem e do Cidadão (1789);
- e a contemporânea Declaração Universal dos Direitos Humanos (1948).

## A Revolução Gloriosa de 1689
Com a declaração de direitos de 1689, o ato de União da Inglaterra e Escócia em 1707 e a exclusão dos católicos romanos partidários da lei de 1701, a Dinastia Stuart garantiram o triunfo de um protestante e moderar a monarquia no novo Reino Unido da Grã-Bretanha.
O novo Parlamento elaborou uma declaração de direitos que relembra as obrigações e os respectivos direitos do rei e o Parlamento:
- O rei não pode criar ou excluir as leis ou impostos sem a aprovação do Parlamento;
- O rei não pode cobrar dinheiro para seu uso pessoal, sem a aprovação do Parlamento;
- É ilegal para recrutar e manter um exército em tempo de paz, sem a aprovação do Parlamento;
- A eleição dos membros do Parlamento deve ser livre;
- As palavras do Parlamento não podem ser prejudicadas ou recusam em qualquer outro lugar;
- O Parlamento deve reunir frequentemente.

A declaração dos direitos é completada com o Tolerancy Act em maio de 1689, que concedeu liberdade religiosa para os anglicanos (não um católico e outro protestante), liberdade de culto público, o direito de abrir escolas e acesso a todas as funções públicas.
A verdadeira rainha legítima tinha que ser filha de Jaime II de Inglaterra - Maria II da Inglaterra (1662-1694) - que é casada com Guilherme III da Inglaterra, então são conjuntamente proclamou rei e rainha de fevereiro de 1689, reconhecer a Bill Of Rights, a monarquia constitucional, baseada na soberania da nação(Edmund Burke assinala que essas ideias e o contrato social são estrangeiros para os objetivos e ideais da Revolução Gloriosa: Reflexões sobre a revolução em França) e a ideia de contrato social. Essas ideias substituem a monarquia hereditária e absoluta de direito divino.

## Liberdade religiosa e o equilíbrio de poderes entre o rei e o Parlamento
O Triennal Act, aproveitando a ausência do rei, visitando grande parte do continente, o rei não pode ser visto no Parlamento por mais de três anos (assim o Rei não pode prorrogar una assembleia dócil).
Em 1695 Parlamento vota a liberdade de expressão para jornais e virelais, ampliando a participação dos cidadãos na vida política.
A próxima rainha, Ana da Grã-Bretanha (1702-1714), é muito popular, inglês e anglicana. Os tories querem abolir o Tolerancy Act e separar-se da Escócia, mas os whigs tem a maioria nas eleições de 1705, assim que aprovado a "Union Act" (1707) que envolve a união política de ambos os reinos, escocês e inglês, sob o nome de Reino Unido da Grã-Bretanha.
A criação de um Banco da Inglaterra (1694) e o Ministério do Comércio (Board of Trade), que tem vantagens comerciais, certifique-se de um período de desenvolvimento do capitalismo.
A intelectualidade refletiu essas mudanças (Newton, Alexander Pope, Leibniz, Swift). Finalmente, John Locke, com seu Dois tratados sobre o governo civil (1689), a experiência inglesa dá uma repercussão que agita a Europa no século seguinte.

## Importantes Declarações de Direitos
Alguns exemplos de Declaração de Direitos:
- Código de Hamurabi: com aproximadamente 4 000 anos de idade, o velho documento de leis e punições. Um dos vários códigos deste período do Médio Oriente.
- Cilindro de Ciro: Permitia liberdade de religião e abolia a escravatura no Império Aquemênida/Irã (559-530 a.C.)
- Constituição da Antiga Atenas: estabeleceu a Democracia Ateniense na Grécia (508 a.C.)
- Lei das Doze Tábuas, Roma (450 a.C.)
- Carta Magna na Inglaterra (1215)
- Declaração de Direitos de 1689 ou Bill of Rights of 1689 na Inglaterra (1689)
- Declaração de Direitos de Virgínia nos Estados Unidos (1776)
- Preâmbulo da Declaração da Independência dos Estados Unidos da América nos Estados Unidos (1776)
- Carta de Direitos dos Estados Unidos nos Estados Unidos (1789)
- Declaração dos Direitos do Homem e do Cidadão na França (1789)
- Capítulo 2 da Constituição da Finlândia na Finlândia (1919)
- Declaração Universal dos Direitos Humanos (1948)
- Convenção Europeia dos Direitos Humanos (1950)
- Carta Canadense dos Direitos e das Liberdades no Canadá (1982)
- Artigo 5º da Constituição brasileira de 1988 no Brasil (1988)
- Ato de Direitos Humanos no Reino Unido (1998)
- Declaração de Istambul na Turquia (2008)